# Santana dos Garrotes
Santana dos Garrotes è un comune del Brasile nello Stato del Paraíba, parte della mesoregione del Sertão Paraibano e della microregione di Piancó.